# Cunaxoides nicobarensis
Cunaxoides nicobarensis är en spindeldjursart som beskrevs av Gupta och Soumyendra Nath Ghosh 1980. Cunaxoides nicobarensis ingår i släktet Cunaxoides och familjen Cunaxidae. Inga underarter finns listade i Catalogue of Life.